# Constantí II, príncep d'Armènia
Constantí II o Gosdantin II (armeni: Կոստանդին Բ) fou príncep del Regne Armeni de Cilícia, de la dinastia rubènida, que va succeir al seu pare Toros I el 1129. Aprofitant que era menor d'edat el seu oncle, Levond o Lleó I d'Armènia Menor el va enverinar i va assolir el tron. El jove príncep fou enterrat a Trazarg.
| Precedit per: Toros I | Regne Armeni de Cilícia 1129 | Succeït per: Lleó I |

## Nota
1. ↑  també apareix a les cròniques franques com a Livon